# Butik
En butik eller en forretning er et lokale eller en bygning hvor en handlende kan udstille og sælge varer. En butik er et sted, hvorfra der sælges varer eller tjenesteydelser, oftest brugt i detailhandlen. Butik kommer af det franske ord boutique, og anvendes primært om et fysisk sted, men kan også anvendes om en virtuel internetbutik. Nogle butikker sælger kun bestemte varer, mens andre butikker sælger varer inden for flere forskellige varekategorier på samme tid. Supermarkeder har eksempelvis et yderst bredt sortiment, der dækker alle ovennævnte kategorier.
Der findes flere former for butikker:
- Kolonial
- Specialbutik
- Netbutik
- Supermarked